# Borj-e Milad
De Borj-e Milad (Perzisch: برج میلاد) in Teheran is de hoogste vrijstaande toren in Iran. Vanaf de voet tot de top van de antenne meet de constructie 435 m. Onder de antenne zijn er 12 verdiepingen, het dak op 315 m hoogte. Er is zowel een lift als trappen naar deze verdiepingen.
De toren maakt deel uit van Teherans internationale handels- en congrescentrum. Het project bestaat uit de Milad-telecommunicatietoren met panoramische restaurants, een vijfsterrenhotel, een congrescentrum, een World Trade Center en een IT-park. Het doel van het project is een antwoord te bieden op de noden vanuit de bedrijfswereld in de geglobaliseerde 21e eeuw, door het samenbrengen van infrastructuur voor handel, informatie, communicatie en accommodatie op een campus.
Het complex beschikt over 27.000 m² aan parking, een grote computer- en telecommunicatie-eenheid, een wetenschappelijke en culturele eenheid, een centrum voor commerciële transacties, een hal voor tijdelijke tentoonstellingen, een gespecialiseerde bibliotheek, een expo-centrum en een administratieve dienst.
De Milad-toren was bij zijn afwerking in 2008 de vierde-hoogste vrijstaande toren ter wereld, en de enige met een achthoekige basis, symbool van de traditionele Perzische architectuur. Waarschijnlijk vervangt de Milad-toren de Azadi-toren als landschapskenmerk van Teheran. Met de bouw van de Canton Tower en vervolgens de Tokyo Skytree is de Milad-toren sinds 2012 de zesde-hoogste vrijstaande toren.

## Records
- Hoogste toren in het Midden-Oosten
- 6e hoogste toren ter wereld.